# 소니 픽처스 텔레비전
소니 픽처스 텔레비전(영어: Sony Pictures Television)은 소니 픽처스 엔터테인먼트의 텔레비전 프로그램 제작 부문이다.

## 소니 픽처스 텔레비전 네트워크
- AXN
- 애니맥스

## 과거 이름
- 스크린 젬스 (1948~1974)

## 같이 보기
- 소니 픽처스 엔터테인먼트